# Itapeva (ort)
Itapeva är en ort i Brasilien.   Den ligger i kommunen Itapeva och delstaten São Paulo, i den södra delen av landet, 900 km söder om huvudstaden Brasília. Itapeva ligger 688 meter över havet och antalet invånare är 62 957.
Terrängen runt Itapeva är huvudsakligen platt, men söderut är den kuperad. Itapeva är det största samhället i trakten.
Omgivningarna runt Itapeva är en mosaik av jordbruksmark och naturlig växtlighet. Runt Itapeva är det ganska tätbefolkat, med 58 invånare per kvadratkilometer.